# Kostel svatého Linharta (Havraníky)
Kostel svatého Linharta je římskokatolický chrám v obci Havraníky v okrese Znojmo. Je chráněn jako kulturní památka České republiky. Jde o farní kostel farnosti Havraníky.

## Historie
V roce 1330 měly Havraníky vlastního faráře. Po skončení třicetileté války byl kostel vykraden a bez faráře. V roce 1752 byla stávající kaple sv. Linharta přestavěna, o dvacet později vznikla opět samostatná fara. V letech 1815-1816 byl na místě původní kaple vybudován kostel havranickým rodákem, knězem Wolfgangem Timmelem. Poslední opravy interiéru proběhly v letech 1945 - 1947, velkou rekonstrukcí prošel kostel v roce 1996.

## Popis
Jedná se o jednolodní stavbu s odsazeným kněžištěm, k němuž přiléhá hranolová věž. V hladkých fasádách jsou prolomena okna se segmentovým záklenkem. Zvonicové patro věže má nárožní pilastry. Kněžiště je zaklenuto dvěma poli pruské klenby, loď je rovněž zaklenuta pruskou klenbou.

## Zařízení
Zařízení kostela pochází většinou z kostela svatého Mikuláše Tolentinského ze zrušeného augustiniánského kláštera ve Vratěníně. Zvony byly ulity ve Znojmě roku 1794.